# دریک روستانیو
 دریک روستانیو (انگلیسی: Derrick Rostagno؛ زاده ۲۵ اکتبر ۱۹۶۵) یک تنیس‌باز اهل ایالات متحده آمریکا است.